# Stade Moulay-Rachid
Le stade Moulay Rachid (en arabe : ملعب مولاي رشيد) est un stade de football situé dans la ville de Laâyoune au Sahara occidental contesté et sous contrôle du Maroc.
C'est l'enceinte du Club Municipal de Laâyoune.